# Bienenjunge & Blumenmädchen
Bienenjunge & Blumenmädchen ist ein deutscher Kurzfilm aus dem Jahr 2015. Er wurde von der Filmakademie Baden-Württemberg in Zusammenarbeit mit dem Südwestrundfunk produziert und am 15. April 2015 veröffentlicht.

## Handlung
Die Eltern von Peter werden von Killerbienen getötet, als er 12 Jahre alt war. Seitdem lebt er alleine und trägt aus Angst, selbst umzukommen, ununterbrochen einen Schutzanzug. An einem sonnigen Tag läuft er durch die Straßen und trifft in einem Café die Kellnerin Elsa, die Blumen aus der ganzen Welt sammelt. Sie verlieben sich. Mit dem Schutzanzug können sie jedoch nicht zusammen sein und Elsa bastelt eine Blumenart, die Bienen, die versuchen, an den Nektar zu kommen, verschlingt. Dann werden alle Bienen verschlungen und Peter lebt außerhalb des Schutzanzuges und er zieht zu Elsa. Nach einiger Zeit kehren die Bienen zurück und Elsa muss ebenfalls einen Schutzanzug tragen. Damit kann sie jedoch nicht mehr als Kellnerin arbeiten und keine Blumen mehr basteln.

## Produktion und Dreharbeiten
Der Film ist eine Co-Produktion der Filmakademie Baden-Württemberg und des SWR. An der Finanzierung des Projektes waren zudem mehrere Sponsoren beteiligt.
Die etwa eine Woche dauernden Dreharbeiten fanden 2015 unter dem Arbeitstitel Der Schwarm statt. Gedreht wurde in Baden-Württemberg in der Umgebung von Stuttgart sowie am Breitenauer See.
Es waren rund 30 Studenten der Filmakademie Baden-Württemberg und einige Helfer an den Dreharbeiten beteiligt. Zur Ausrüstung gehörten drei Kleinlastwagen und ein Kran. Die Hauptdarsteller Florian Prokop und Elisa Schlott waren für die Dreharbeiten aus Berlin angereist. Etwa 30 Stunden verbrachte Prokop in dem Schutzanzug. Für die Endszene, in der beide in einen See springen, war eine Rettungsschwimmerin der DLRG vor Ort.

### Veröffentlichung
Seine Uraufführung hatte der Film am 11. April 2015 auf dem Mitteldeutschen Kurzfilmfestival (Kurzsuechtig) in Leipzig. Im September 2015 lief er auf dem Toronto International Film Festival und im November 2015 auf dem Denver International Film Festival. Im Dezember 2015 lief er bei der 21. Filmschau Baden-Württemberg im Wettbewerb um den Baden-Württembergischen Filmpreis.
Der Film wurde am 13. Mai 2016 im Nachtprogramm von 3sat erstmals im Fernsehen ausgestrahlt.